# Hypsiboas lemai
Hypsiboas lemai là một loài ếch trong họ Nhái bén.
Loài này có ở Guyana, Venezuela, và có thể Brasil.
Các môi trường sống tự nhiên của chúng là các khu rừng ẩm ướt đất thấp nhiệt đới hoặc cận nhiệt đới, các khu rừng vùng núi ẩm nhiệt đới hoặc cận nhiệt đới, sông, vùng đồng cỏ, vườn nông thôn, các khu rừng trước đây bị suy thoái nặng nề, ao nuôi trồng thủy sản, và kênh đào và mương rãnh. Loài này đang bị đe dọa do mất môi trường sống.